# تريفور كوني
تريفور كوني (بالإنجليزية: Trevor Cooney)‏ مواليد 1 أغسطس 1992 في ويلمنغتون، هو لاعب كرة سلة أمريكي. بدأ مسيرته الاحترافية في سنة 2016. يلعب مع لونغ آيلاند نتس في دوري الرابطة الوطنية لفئة التطوير. يحمل الرقم 31. يبلغ طوله 6 قدم 4 بوصة (1.9 م).

## المسيرة الاحترافية
لعب مع ساسكي باسكونيا في الدوري الإسباني في سنة 2016، ثم لعب مع نادي راستا فشتا لكرة السلة في سنة 2016، ثم لعب مع لونغ آيلاند نتس في سنة 2017.

## روابط خارجية
- تريفور كوني على موقع الاتحاد الدولي لكرة السلة (الإنجليزية)
- تريفور كوني على موقع الدوري الأوروبي لكرة السلة (الإنجليزية)
- تريفور كوني على موقع الدوري الإسباني لكرة السلة (الإسبانية)
- تريفور كوني على موقع كرة السلة الأوروبية.كوم (الإنجليزية)
- تريفور كوني على موقع كلية كرة السلة في سبورتس رفرنس.كوم (الإنجليزية)
- تريفور كوني على موقع ريلجم (الإنجليزية)
- تريفور كوني على موقع بروبوليرز (الإنجليزية)
- تريفور كوني على موقع سبورتس رفرنس (الإنجليزية)
- تريفور كوني على موقع سبورتس رفرنس (الإنجليزية)